# 250370 Obertocitterio
250370 Obertocitterio è un asteroide della fascia principale. Scoperto nel 2003, presenta un'orbita caratterizzata da un semiasse maggiore pari a 2,3087015 au e da un'eccentricità di 0,2682261, inclinata di 23,06590° rispetto all'eclittica.